# Clamecy (Nièvre)
Clamecy – miejscowość i gmina we Francji, w regionie Burgundia-Franche-Comté, w departamencie Nièvre.
Według danych na rok 1990 gminę zamieszkiwały 5284 osoby, a gęstość zaludnienia wynosiła 175 osób/km² (wśród 2044 gmin Burgundii Clamecy plasuje się na 43. miejscu pod względem liczby ludności, natomiast pod względem powierzchni na miejscu 177.).
W Clamecy urodzili się: laureat literackiej Nagrody Nobla - Romain Rolland oraz, w roku 1812, Édouard Séguin - pedagog i lekarz, twórca pedagogiki osób niepełnosprawnych intelektualnie (zmarł w Nowym Jorku w 1880 roku).